# 양진초등학교
양진초등학교는 대한민국 경기도 안성시에 있는 공립 초등학교이다.

## 학교 연혁
- 1958년 5월 8일 공도국민학교 양진분교장 설립 인가
- 1960년 3월 25일 양진국민학교 설립 인가
- 1996년 3월 1일 양진초등학교로 교명 변경
- 2006년 2월 28일 양진관 (제 2캠퍼스) 준공
- 2008년 11월 11일 양진 체험학습원 개원(8) 양진영어 체험학습원(YES space) 개원

## 참고 자료
- 양진초등학교 - 한국교육학술정보원 학교알리미